# جردن هولزگروو
جردن هولزگروو (انگلیسی: Jordan Holsgrove؛ زادهٔ ۱۰ سپتامبر ۱۹۹۹) بازیکن فوتبال اهل بریتانیا است که در پست هافبک میانی برای پاسوژ د فریرا بازی می‌کند.
وی همچنین در تیم‌های ملی فوتبال زیر ۱۷ سال اسکاتلند، زیر ۱۹ سال اسکاتلند، زیر ۲۰ سال اسکاتلند، و زیر ۲۱ سال اسکاتلند بازی کرده‌است.
وی در مسابقات کشوری و بین‌المللی در مجموع برندهٔ ۱ مدال برنز شده‌است.